# رأس الخيمة
مدينة راس الخيمة (تنطق محلياً راس الخيمْه) عاصمة إمارة رأس الخيمة في دولة الإمارات العربية المتحدة وأكبر مدنها. وهي سادس أكبر مدينة في الإمارات العربية المتحدة بعد دبي وأبوظبي والشارقة والعين وعجمان. تنقسم المدينة إلى قسمين: البلدة القديمة في الغرب والنخيل في الشرق. فيها ديوان الحاكم ودوائر حكومتها المحلية، وتشتهر بلسان مائي ومرسى معروف باسم الخور.
تبعد رأس الخيمة عن باقي المدن الرئيسية في دولة الإمارات مسافات بسيطة، ويمكن التنقل إلى بقية المدن بالسيارة. فهي تبعد عن دبي نحو 112 كيلو متر، و 248 كم عن العاصمة أبوظبي و 86 كم عن الشارقة.

## الموقع
تقع إمارة رأس الخيمة على ساحل الخليج العربي شمال دولة الإمارات العربية المتحدة، وتُشاطر حدودها مع كل من أم القيوين و الفجيرة والشارقة، بالإضافة إلى حدودها الجبلية مع سلطنة عُمان من جهة الجنوب الشرقي. وتتمتع رأس الخيمة بموقع جغرافي استراتيجي مميز، حيث تمتد على ساحل الخليج العربي على مقربة من مضيق هرمز.

## تاريخ
يعود تاريخ رأس الخيمة إلى 7000 سنة من الحضارة والتراث، وقد أصحبت في القرنين الـ13 و1 4 ميناءاً تجارياً مزدهراً في المنطقة. وعُرفت رأس الخيمة باسم «جلفار» قديماً.

## جغرافية

### التضاريس
مدينة رأس الخيمة على شكل خور، وتنقسم بشكل رئيسي إلى جزأين: المنطقة الغربية المعروفة بالبلدة القديمة (رأس الخيمة)، والمنطقة الشرقية المعروفة بـ «النخيل» التي تتشكل من عدة مناطق مثل العريبي والحديبة والمعيرض والمعمورة. وتتميز مدينة رأس الخيمة بتضاريسها المتنوعة، حيث تتكون من سلسلة جبال الحجر، وشواطئ رملية تمتد على مسافة 64 كم، وكثبان صحراوية. وتضم رأس الخيمة أعلى جبل في دولة الإمارات العربية المتحدة، حيث يرتفع جبل ’جيس‘ شامخاً إلى حوالي 1910 متر فوق سطح البحر، ويتيح تجربة مثالية لتسلق الجبال وركوب الدراجات الجبلية مع المناظر الخلابة التي تطل عليها القمة.

### أهم المناطق
تحتوي مدينة رأس الخيمة على العديد من المناطق، ومنها:
- الجزيرة الحمراء
- الدقداقة
- وخت
- مسافي التي تشاطر حدودها مع إمارة الفجيرة وتشتهر الأخيرة بمياهها العذبة، وتعتبر «مياه مسافي» من أشهر العلامات التجارية في دولة الإمارات.
- جزيرة المرجان، الواقعة جنوب الإمارة، وهي مجموعة من أربع جزر من صنع الإنسان على شكل المرجان، من أفضل مناطق الجذب للضيافة والسكن وتجربة جودة الحياة العصرية

## بلدات وقرى تابعة
- خور خوير
- غليلة
- وادي غليلة
- الحويلات
- النصله
- الجولان
- الشريشة
- (جلفار)
- شعبية جلفار
- المعيريض
- النخيل
- الدهان
- غيلان
- السيح
- رافاق
- الفشقة
- وداي القور
- وادي العجيلي
- خزام
- الظيت "جنوبي، شمالي "
- دهان
- الخران
- الحيل
- المعمورة
- الغب
- منطقة الجير أو القير كما تسمى قديما تعتبر آخر منطقة حدودية من جهة الشمال وتحيط بها الجبال من ثلاث جهات ومن جهة الغرب الخليج العربي وتبعد عن مدينة رأس الخيمة حوالي 34 كيلو متر ويوجد بالجير ميناء الجير التجاري ومارينا الجير كذلك يوجد بمنطقة الجير مدرسة الجير الثانوية وروضة العلا ومركز الجير الصحي ومكتب مياه الجير مسجد الشيخ خليفة ين زايد ومركز الداره الحدودي.
- منطقة شمل والتي تقع في الشمال الشرقي لإمارة رأس الخيمة وهي من أكثر المناطق خصوبة في الإمارات والتي تتميز بكثرة النخيل والخضرة. ومن القبائل التي تقطنها قبيلة بني شميلي والمعروفين بصناعة الفخار. تعتبر هذه المنطقة من المناطق القديمة في الإمارات لاحتوائها على الكثير من المقابر الأثرية والأدوات المستخدمة قبل الميلاد.
- منطقة شعم التي تبعد عن العاصمة 30 كيلو متر نحو الشمال من أكثر المناطق خصوبة في إمارة رأس الخيمة، حيث تتوفر فيها المياه العذبة والمزارع والبساتين كما يتقارب الجبل مع البحر.
- منطقة الرمس التي تقع شمال الإمارة مشهورة بالصيد، وخور الخوير مشهور بتصدير الأحجار الجيرية وذلك بفضل ميناء الخور التي ازدادت أهميته بعد وجود مصنع للإسمنت.
- منطقة الدقداقة بها مراكز للأبحاث الزراعية، وفيها مصنع جلفار للأدوية.
- منطقة الفحليـن التي اكتشف بها أقدم مسجد في الإمارة، وهو الآن تحت الدراسة وربما يكون من أقدم مساجد الدولة.
- منطقة خت السياحية فهي تبعد مسافة 35 كيلو مترا جنوب شرقي مدينة رأس الخيمة حيث تتوافر بها ينابيع المياه الحارة. وكانت تعد من المصايف التي يرتادها الناس في الماضي. كانت الأفلاج التي تنحدر من ينابيع عيون لا تقتصر على مد المزارع المجاورة بالمياه وإنما تمتد هذه الأفلاج لمسافات بعيدة حيث يروى أن هذه الأفلاج تصل إلى منطقة الواقعة في شمال الإمارة. لكن مع ندرة الأمطار جفت هذه الينابيع إلّا عين واحدة بُني عليها المنتجع وصارت تابعة لفندق خت المشيّد حديثاً.
- منطقة أذن التي تتميز بجمال طبيعتها الخلابة وبأرضها الخصبة خصوصا في الشتاء الماطر .
- منطقة الغيل
- منطقة وادي كوب
- منطقة وادي العَيْم
- منطقة مسافي- من المناطق الزراعية في رأس الخيمة، ، ومشهورة بمحاصل المانجو والتمر .
- منطقة دفتا
- منطقة اعسمة
- وادي اصفني
- شوكة
- كدرة
- المنيعي
- اصفي
- الممدوح
- وادي شعم يسكنها الشحوح والظهوريين
- الجزيرة الحمراء "جزيرة زعاب"

## السياحة
هناك العديد من أسباب لزيارة رأس الخيمة:
- تتمتع رأس الخيمة بتراث أثري متميز، وتاريخ ثقافي غني. وتتضمن مجموعة فريدة من نوعها من أربعة مناظر طبيعية مختلفة وهي السهول الخصبة والجبال، والشواطئ الساحلية، وأشجار المانغروف، والصحراء.
- يوجد في رأس الخيمة متحف رأس الخيمة الوطني الذي يضم العديد من الآثار التي تعود إلى آلاف السنين قبل الميلاد، فرأس الخيمة تعد مهداً للحضارة القديمة، ومقراً للعديد من المستوطنات البشرية قديماً.
- يوجد في الإمارة ثمانية عشر حصناً تاريخياً وقلاع وأبراج تحمل شهادة على التاريخ المضطرب الذي شهده احتلال رأس الخيمة من قبل الساسانيين والعشائر الإسلامية في الخليج العربي، والقوات البرتغالية، والهولندية والبريطانية.
- يوجد ثلاث فئات من النباتات المزروعة في رأس الخيمة وهي نباتات ملح المحبة ونباتات الجبال والنباتات الصحراوية والتي هي وفيرة بعد هطول الأمطار. وتعتبر الإمارة موطناً لعدد من الثدييات، والثعالب والقطط البرية فضلا عن المئات من أنواع الطيور.
- يوجد في رأس الخيمة العديد من الحدائق منها: حديقة صقر العامة التي تعد أقدم حديقة عائلية ترفيهية في الإمارة. وحديقة "آيس لاند" وهي حديقة مائية، ويبلغ متوسط عدد زوارها 25 ألف زائر شهرياً، وتحتوي على «شـلالات البطريـق» في مدخل الحديقة، ويصـل طولهــا إلى 120 قدماً، وعرضها 540 قدماً، بطاقة تصل إلى أكثر من 100 ألف جالون من الماء المتسـاقط كل دقيقة.
- يوجد في رأس الخيمة قرية البساطة الصحراوية تختبئ القرية بين الكثبان الرملية في صحراء رأس الخيمة، وتقدم للزوار تجربة الصحراء المتميزة مع عدد من النشاطات العربية الترفيهية مثل العروض الشرقية الراقصة، والحنا وركوب الجمال.
- يوجد في رأس الخيمة مزرعة اللؤلؤ، حيث يعود تاريخ الغوص لإيجاد اللؤلؤ إلى آلاف السنوات. وعرفت رأس الخيمة بأنها مصدر لحبيات اللؤلؤ اللماعة. وتنتج مزرعة اللؤلؤ حبيبات لؤلؤ جميلة من خلال دمج العلم والطرق التقليدي. وتعطي مزرعة اللؤلؤ دروساً في صناعة اللؤلؤ.

## أعلام
- حمد بن صراي

## وصلات خارجية
إمارة رأس الخيمة